# 皮特尔·赫利达尔
皮特尔·赫利达尔（英語：Petur Hliddal，1945年—）美国音频工程师。他曾2次提名奥斯卡最佳音响效果奖。自1972年起，赫利达尔曾参与制作过80多部电影。

## 部分影视作品
- 永远的蝙蝠侠 (1995)[1]
- 飞行家 (2004)[2]